# Michael Paul Bertiaux
Michael Paul Bertiaux (* 18. Januar 1935 in Seattle, USA) ist ein US-amerikanischer Philosoph und Maler. Durch den Einsatz kräftiger Farben, mediumistischer Inspiration und religiösen Symbolismus ist seine Kunst unverwechselbar. Bertiaux ist auch Okkultist in der Tradition des haitianischen Voodoo, welche er mit Elementen westlicher Magie und thelemischer Sexualmagie kombiniert.
Bertiaux ist der Patriarch der Ecclesia Gnostica Spiritualis (Gnostisch-Spirituelle Kirche), einer auf apostolischer Sukzession basierender Kirchentradition. Er war für einige Zeit Oberhaupt des Ordo Templi Orientis Antiqua (OTOA), der Monastery of the Seven Rays (Kloster der Sieben Strahlen) und der La Couleuvre Noire (die schwarze Natter). Er hat diese offiziellen Ämter an Dr. Courtney Willis weitergegeben, der nun Oberhaupt der Technicians of the Sacred (Techniker des Heiligen) ist.
Er ist der Autor des esoterischen Textes The Voudon Gnostic Workbook (Das voudon-gnostische Arbeitsbuch), auf das in Grant Morrisons Comicreihe The Invisibles vielfach angespielt wurde.

## Leben
Michael Paul Bertiaux wurde in Seattle, Washington, als Sohn eines Kapitäns der Handelsmarine und einer prominenten Theosophin geboren. Nach Abschluss seines Studiums der Philosophie an der örtlichen Jesuiten-Universität begann er an der Tulane University in New Orleans als Doktor der Philosophie (Ph. D.) zu arbeiten. Er musste diese Stelle jedoch aufgeben, als sein Vater erkrankte und Michael Bertiaux in seiner Heimat Seattle gebraucht wurde. Nach dieser Zeit entdeckte er seine Neigung zur Kirche und schrieb sich in der Vancouver School of Theology ein, als Denomination wählte er die Episkopalische Kirche. Er schloss mit dem Grad des Master in Theologie ab und wurde als Diakon ordiniert. Danach arbeitete Bertiaux für eine kurze Zeit als Kurat in einer Kirche Seattles.
1960 wanderte er als Missionar nach Haiti aus, um dort in der Hauptstadt Port-au-Prince Philosophie an einer Hochschule zu unterrichten. Dort kam er in Kontakt mit dem haitianischen Okkultismus. Er wurde, kurz nachdem er mit diesen Kreisen in Kontakt kam, in die haitianische Gnosis initiiert und zu einem Bischof der Gnostischen Kirche. Als seine Vorgesetzten in der Episkopalischen Kirche davon hörten, riefen sie ihn in die USA zurück, wo er voll ordiniert wurde. An diesem Punkt seines Lebens wendete er sich der Theosophie zu, die er durch seine Mutter schon von klein auf kannte, und wurde ein Mitglied der Esoterischen Sektion der Theosophischen Gesellschaft Adyar (Adyar-TG). Er zog nach Wheaton, Illinois, und arbeitete als Sekretär am Hauptsitz der amerikanischen Sektion der Adyar-TG. Dort forschte er viel und hielt weitreichende Vorlesungen.
Seine letzte und längste Heimat ist Chicago, Illinois, wo er sich zum Sozialarbeiter ausbilden ließ, einem Beruf, den er seither beinahe vierzig Jahre lang ausübt. Er arbeitete insbesondere mit haitianischen Gemeinden. Während dieser Zeit beschäftigte er sich intensiv mit Okkultismus, Theosophie, Gnostizismus und Philosophie. Er hielt Vorträge und schrieb über viele Themen.
Der größte Teil seiner Schriften erschien in Form von Briefen, die er an seine Freunde und Schüler schickte. Er fasste diese Briefe und Lektionen in vier Bänden zusammen, welche die ersten vier Jahre der Unterweisungen der Monastry of the seven Rays bilden – das Voudon Gnostic Workbook deckt die Jahre fünf bis acht ab.
Bertiaux malt auch regelmäßig und stellt in seinen Bildern die Wesen und Gegenstände seiner psychischen Forschungen und Experimente dar; einige seiner Bilder erschienen in Kenneth Grants Typhonischen Trilogien.

## Bücher
- Cosmic meditation. Fulgur, London 2007, ISBN 978-0-9531016-9-6.
- Voudon Gnostic Workbook. Magickal Childe, New York 1988, ISBN 0-939708-12-4.